# Groupe Galeries Lafayette

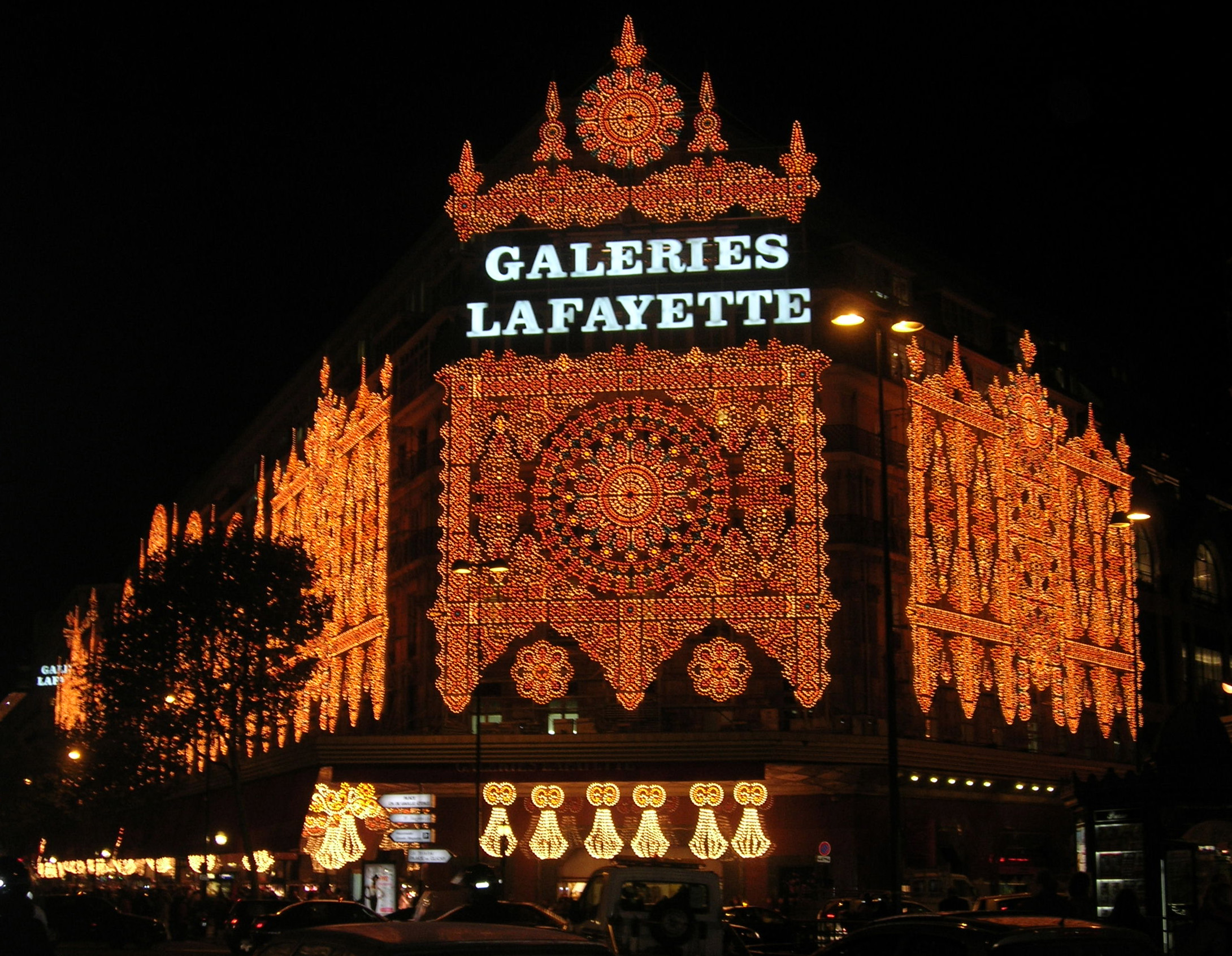
Iluminación de Navidad en las Galeries Lafayette Haussmann.

El groupe Galeries Lafayette agrupa diversas insignias de Grandes almacenes en los sectores de la moda, la alimentación, la belleza, el hogar, el ocio y los servicios. 
La empresa fue creada en 1893, cuando Théophile Bader creó esta empresa de moda. La apertura de Galeries Lafayette Haussmann data de 1912. En 1933 el grupo abre los primeros Monoprix. 
El grupo compró en 1992 les Nouvelles Galeries, creadas en 1867 y el BHV, creado en 1856, aumentando su red en las provincias francesas. Hace algunos años, adquirió los puntos de venta franceses de la empresa británica Marks & Spencer.

## Las insignias
- Galeries Lafayette
  - Galeries Lafayette Haussmann
  - Galeries Lafayette Montparnasse
  - Galeries Lafayette Berlin
- BHV
- Monoprix
- Marks & Spencer
- Laser

- Datos: Q2733418
- Multimedia: Galeries Lafayette / Q2733418